# Lista de recordes mundiais de ciclismo em pista
Os recordes mundiais de ciclismo em pista são os recordes ou melhores marcas de tempo obtidas nas diferentes provas de ciclismo em pista disputadas nas  competições oficiais deste desporto. O ciclista que bateu ou rebaixou o recorde anterior numa prova determinada é, a partir desse momento, o recordista mundial ou portador do recorde mundial dessa prova. Estas recordes são registadas e homologadas pela União Ciclista Internacional (UCI).
Nas seguintes tabelas listam-se as recordes mundiais de ciclismo em pista actuais nas diferentes provas onde a UCI cronometra o resultado.

## Recordes actuais

### Masculino elite
| Prova                          | Data                    | Ciclista(s)                                                                              | Evento             | Lugar                      | Marca    |
| ------------------------------ | ----------------------- | ---------------------------------------------------------------------------------------- | ------------------ | -------------------------- | -------- |
| Velocidade por equipas         | 26 de fevereiro de 2020 | Jeffrey Hoogland · Harrie Lavreysen · Roy van den Berg · ( Países Baixos)                | Campeonato Mundial | Berlim · ( Alemanha)       | 41,225   |
| Perseguição individual (4 km)  | 1 de março de 2019      | Filippo Ganna · ( Itália)                                                                | Campeonato Mundial | Pruszków · ( Polónia)      | 4:07,992 |
| Perseguição por equipas (4 km) | 27 de fevereiro de 2020 | Lasse Norman Hansen · Julius Johansen · Frederik Madsen · Rasmus Pedersen · ( Dinamarca) | Campeonato Mundial | Berlim · ( Alemanha)       | 3:44,672 |
| 1 km contrarrelógio            | 7 de dezembro de 2011   | François Pervis · ( França)                                                              | Copa do Mundo      | Aguascalientes · ( México) | 56,303   |
| 200 m contrarrelógio           | 6 de dezembro de 2011   | François Pervis · ( França)                                                              | Copa do Mundo      | Aguascalientes · ( México) | 9,347    |

### Feminino elite
| Prova                            | Data                    | Ciclista(s)                                                                           | Evento                  | Lugar                      | Marca    |
| -------------------------------- | ----------------------- | ------------------------------------------------------------------------------------- | ----------------------- | -------------------------- | -------- |
| Velocidade por equipas O         | 12 de agosto de 2016    | Gong Jinjie · Zhong Tianshi · ( China)                                                | Jogos Olímpicos         | Rio de Janeiro · ( Brasil) | 31,928   |
| Perseguição individual (3 km)    | 29 de fevereiro de 2020 | Chloe Dygert · ( Estados Unidos)                                                      | Campeonato Mundial      | Berlim · ( Alemanha)       | 3:16,937 |
| Perseguição por equipas (4 km) M | 13 de agosto de 2016    | Katie Archibald · Laura Trott · Elinor Barker · Joanna Rowsell-Shand · ( Reino Unido) | Jogos Olímpicos         | Rio de Janeiro · ( Brasil) | 4:10,236 |
| 500 m contrarrelógio             | 7 de outubro de 2016    | Jessica Salazar · ( México)                                                           | Campeonato Panamericano | Aguascalientes · ( México) | 32,268   |
| 200 m contrarrelógio             | 7 de dezembro de 2013   | Kristina Vogel · ( Alemanha)                                                          | Copa do Mundo           | Aguascalientes · ( México) | 10,384   |